# Орден «За службу Отечеству»
Орден «За службу Отечеству» (Орден «Вэтэнэ хидмэтэ гёрэ») (азерб. "Vətənə xidmətə görə" ordeni) — орден Азербайджанской республики. Утверждён президентом Азербайджана Ильхамом Алиевым 7 ноября 2003 года законом под номером № 514-IIГ.

## Закон
Закон Азербайджанской Республики
7 ноября 2003 года. № 514-IIГ
«Об утверждении статута и описания ордена Азербайджанской Республики „За службу Отечеству“»
Национальное собрание Азербайджанской Республики постановляет: 
Утвердить Статут ордена Азербайджанской Республики «Слава» и его описание (прилагаются).
 
 Президент Азербайджанской Республики Ильхам Алиев

## Награждение орденом
Орден Азербайджанской Республики «За службу Отечеству» трех степеней вручается за следующие заслуги:
- за верность Азербайджанской Республике, достойное и добросовестное выполнение должностных обязанностей;
- за плодотворную деятельность, высокий профессионализм и особые достижения на государственной службе;
- за особые заслуги в строительстве национального государства.
- за особые заслуги в области науки, образования и здравоохранения.

Высшей степенью ордена «За службу Отечеству» является первая степень. Все три степени ордена «За службу Отечеству» вручаются
последовательно.

## Ношение ордена
Орден «За службу Отечеству» носится на левой стороне груди и при наличии других орденов и медалей Азербайджанской Республики располагается перед ними, но после ордена «Гейдара Алиева», ордена «Независимость», ордена «Шах Исмаил», ордена «Азербайджанское знамя», ордена «Слава», ордена «Честь», ордена «Дружба»

## Кавалеры ордена
*Список не отражает всех награждённых орденом «Азербайджанское знамя»

### 1-й степени
- Абиев, Агаджан Гулам оглы[1]
- Мамедъяров, Эльмар Магеррам оглы[2]
- Расизаде, Артур Таир оглы[3]
- Гасанов, Али Магомедали оглы[4]
- Гасанов, Алтай Тофик оглу[5]
- Марданов, Мисир Джумаил оглы[6]
- Залов, Орудж Ибрагим оглы[7]
- Мамедов, Рагим Мамед оглы[8]

### 2-й степени
- Гурбанлы, Мубариз Гахраман оглы[9]
- Гулиев, Мадат Газанфар оглы[10]
- Алышанов, Ариф Низам оглы

- Таги-заде, Фаиг Джавад оглы
- Гаджиев, Хикмет [2]
- Халафов, Халаф Алы оглы[2]
- Оруджев, Гидаят Худуш оглы[2]
- Пашаев, Хафиз Мирджалал оглы[2]
- Бюльбюль-оглы, Полад[2]
- Алиев, Кямран Байрам оглы
- Генерал-майор Абузерли Натик Захид оглы

### 3-й степени
- Амашев, Афлатун Ахмед оглы[11]
- Гюльмамедов, Вюгар Тапдыг оглы
- Иванов, Александр Алексеевич[11]
- Искендеров, Анар Джамал оглы
- Магеррамов, Нушираван Умуд оглы[11]
- Набиев, Фирудин Хилал оглы
- Нисанов, Год Семёнович[12]
- Рагимов, Ильгар Эльхан оглы
- Сафарли, Вугар Музаффар оглы[11]